# أوروبا الجرمانية

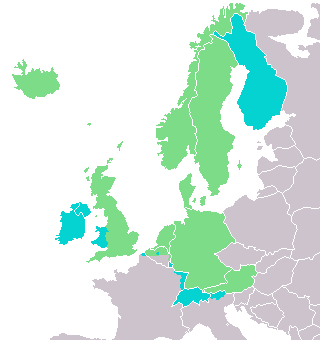
أوروبا الجرمانية
الأخضر: الدول التي لها لغة جرمانية بصفة وطنية
الأزرق: الدول التي فيها لغة جرمانية بصفة رسمية

أوروبا الجرمانية هي المناطق من أوروبا التي يتحدث فيها باللغات الجرمانية أو التي تكون فيها اللغات الجرمانية الأكثر شيوعا. تشمل هذه المناطق الأجزاء الشمالية الشرقية والشمالية من القارة كما وتشمل بعض أجزاء أوروبا الوسطى. كون الدول تابعة لأوربا الجرمانية لا يعني بالضرورة أن سكانها ذوو عرقية جرمانية.
يدين أغلب سكان أوروبا الجرمانية بالبروتستانتية وتوجد العديد من التجمعات الدينية الأخرى كالكاثوليكية وخاصة في جنوب ألمانيا (تحديدا في بافاريا) والنمسا وسويسرا وبلجيكا وجنوب هولندا.
تتضمن المنطقة الدول التالية: المملكة المتحدة وآيسلندا وألمانيا والنمسا وهولندا والدنمارك والسويد والنرويج واللوكسمبورغ وليخشنشتاين وجزر فارو والجزء المتحدث بالألمانية من سويسرا ومنطقة الفلاندر في بلجيكا والمناطق المتحدثة بالسويدية في فنلندا ومنطقة الترايول الشمالي في إيطاليا.